# Xeros
Xeros (in greco Ξερός?; in turco Denizli) è un villaggio e porto di Cipro, situato ad est di Karavostasi. È sotto il controllo de facto di Cipro del Nord, dove appartiene al distretto di Lefke, mentre de iure appartiene al distretto di Nicosia della Repubblica di Cipro. 
Secondo la Repubblica di Cipro, è un quartiere di Karavostasi.
Nel 2011 Xeros aveva 460 abitanti.

## Geografia fisica
Il villaggio è situato sulla baia di Morfou, sei chilometri a est di Galini. e quattro chilometri a nordest di Ampelikou.

## Origini del nome
Xeros in greco significa "secco". I turco ciprioti dettero al villaggio il nome di Denizli, che significa "col mare" ed è il nome di una città turca.

## Storia
Insieme a Karavostasi, Xeros era uno dei porti di imbarco della calcopirite (minerale di rame) estratto a Cipro nella valle della Solea. Prima dello sfruttamento delle miniere, Karavostasi era l'approdo usato dagli abitanti di Xeros, ed era quasi disabitato.

## Sport

### Calcio
Il Denizli Sports Club turco-cipriota è stato fondato nel 1985; nel 2015 competeva nella seconda divisione K-PET della Federazione calcistica di Cipro del Nord (CTFA).